# Efectes de la gran altitud sobre els humans

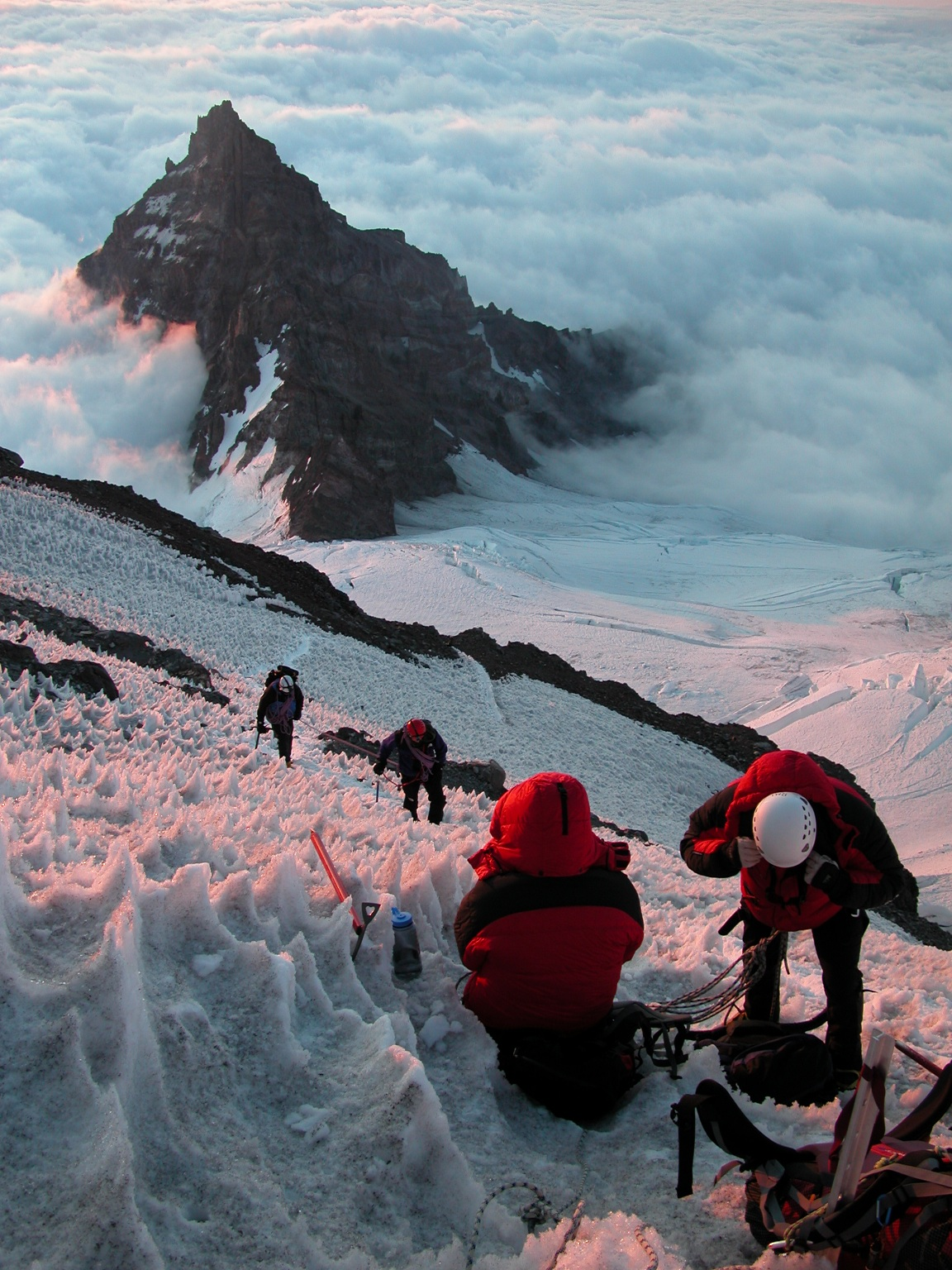
Pujada al mont Rainier.

L'altitud afecta seriosament els humans. El percentatge en què se satura l'hemoglobina amb oxigen determina el contingut d'oxigen en la sang de l'home. Quan el cos arriba als 2.100 metres sobre el nivell del mar, la saturació de l'oxihemoglobina comença a disminuir dràsticament. Tanmateix, el cos humà posseeix adaptacions a curt i llarg termini que el permeten de compensar, en forma parcial, la falta d'oxigen. Els atletes fan servir aquestes adaptacions per millorar llur rendiment. Hi ha un límit per a l'adaptació: els homes de muntanya es refereixen a les altituds superiors als 8.000 metres com zona de mort, on cap cos humà pot aclimatar-s'hi.

## Efectes en funció de l'altitud
El cos humà funciona més bé a nivell del mar on la pressió atmosfèrica és 101.325 Pa o 1013,25 milibars (o 1 atm, per definició). La concentració d'oxigen (O2) en l'aire a nivell del mar és de 20,9% per això la pressió parcial del O2 (PO2) és de 21,2 kPa. En persones sanes això satura l'hemoglobina, el pigment vermell que captura l'oxigen en els eritròcits de la sang.
La pressió atmosfèrica decreix exponencialment amb l'altitud mentre que la funció d'O2 es manté constant sobre els 100 km, llavors la PO2 també decreix exponencialment amb l'altitud. És sobre la meitat dels valors del nivell del mar a 5.000 metres, l'altitud el campament base del mont Everest, i només un terç a 8.848 m, a la cima de l'Everest. Quan la PO2 cau, el cos respon amb aclimatació a l'altitud.
La medicina de muntanya reconeix tres regions que reflecteixen el decreixement en la quantitat d'oxigen en l'atmosfera:
- Gran altitud: 1500-3500 metres
- Altitud molt alta: 3500-5500 metres
- Altitud extrema: sobre el 5500 metres

Viatjar a aquestes regions d'altituds pot significar problemes mèdics, des de petits símptomes de mal d'altura fins al potencialment fatal edema pulmonar d'altitud (HAPE) i edema cerebral d'altitud (HACE). Com més altitud hi hagi, més alt és el risc.
Tot d'humans han sobreviscut per 2 anys a 5.950 metres (475 milibars de pressió atmosfèrica), que sembla estar per sobre dels límits de permanència tolerable a aquesta altitud. A altituds extremes, per sobre de 7500 m (383 milibars de pressió atmosfèrica) dormir pot ser difícil i digerir o menjar, gairebé impossible perquè el risc d'HAPE o HACE s'incrementa enormement.